# Kolimbiné (Fluss)
Der Kolimbiné (Colombiné) ist ein rechter Nebenfluss des Senegal in Mali und Mauretanien. Als Intermittierendes Gewässer führt sein Wadi, ebenso wie alle Zuflüsse, nur in der Regenzeit Wasser.

## Verlauf
Der Kolimbiné entsteht an der Grenze zwischen Mali und Mauretanien aus dem Zusammenfluss von Djéli Mahé Noir, der von Osten kommend ein weiteres Stück der Staatsgrenze bildet, und von Ouadou oder Oumoulbohoro, der von Norden kommend hier die Grenze zwischen den mauretanischen Verwaltungsregionen Assaba und Hodh El Gharbi bildet (15° 25′ 45,3″ N, 10° 35′ 15,5″ W). Vom Zusammenfluss verläuft der Kolimbiné in südwestlicher Richtung und bildet dabei ein Stück der Grenze zwischen den beiden Staaten, bevor diese 92 Kilometer vor Kayes nach Nordwesten abknickt, und er mündet fünf Kilometer oberhalb von Kayes in den Senegal.
Wenn man den Talweg des Ouadou als dem nördlichen Quellfluss, der auch als Oberlauf des Kolimbiné angesehen wird, in Richtung Quellgebiet bzw. Talschluss durch die Beckenlandschaft von El Hodh zurückverfolgt und dabei den aus der Satellitenperspektive erkennbaren Schwemmspuren, auch in der Dünenlandschaft des Beckens, und dem Verlauf der Höhenlinien auf OpenTopoMap folgt, so befindet sich der mündungsfernste Talschluss 25 Kilometer vor der Abbruchkante am nordöstlichen Rand von El Hodh in der Verwaltungsregion Hodh Ech Chargui (17° 42′ 38,6″ N, 8° 3′ 7,9″ W), 510 Kilometer Luftlinie nordöstlich der Mündung in den Senegal; ab dem Zusammenfluss, der den Kolimbiné entstehen lässt, ist die Entfernung bis dorthin 140 Kilometer.

## Hydrometrie
Das Einzugsgebiet des Kolimbiné ist aufgrund des halbwüstenartigen Charakters seines nördlichen Teils schwer zu bestimmen. Sie variiert zwischen 20.000 und 30.000 km², wenn die pseudo-endorheischen Gebiete einbezogen werden, aus denen kaum jemals Abflüsse den Unterlauf erreichen. Die gemittelte Durchflussmenge des Kolimbiné der Jahre 1968 bis 1993 wurde an der hydrologischen Station Kabaté pont gemessen (in m³/s). Sie erfasst den größten Teil des Einzugsgebietes.